# کتابخانه ملی لهستان
کتابخانه ملی لهستان (به لهستانی: Biblioteka Narodowa) (به انگلیسی: National Library of Poland) کتابخانه مرکزی لهستان می‌باشد که در شهر ورشو پایتخت این کشور قرار گرفته‌است. در تاریخ ۲۴ فوریه ۱۹۲۸ با فرمان رئیس‌جمهور لهستان، کتابخانه ملی لهستان در شکلی مدرن ایجاد شد.